# La Hestre
La Hestre is een dorp in de Belgische provincie Henegouwen, en een deelgemeente van de Waalse gemeente Manage. La Hestre ligt in het zuiden van de gemeente tegen de bebouwing van de gemeente La Louvière aan.

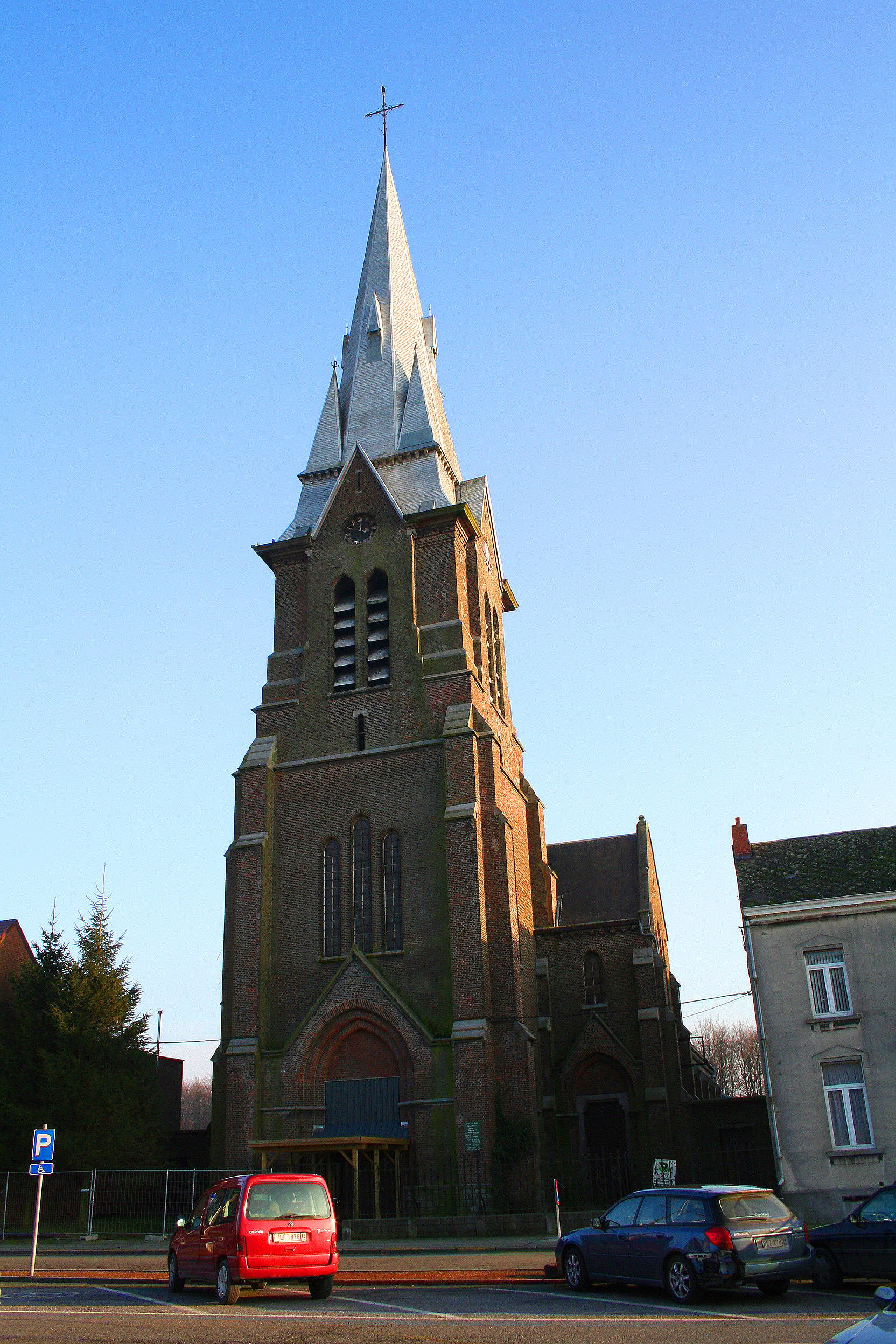
église Saint-Pierre

## Geschiedenis
De Ferrariskaart uit de jaren 1770 toont het dorp Le Hestre, met ten zuiden het domein van Mariemont.
Op het eind van het ancien régime eind 18de eeuw, toen de gemeenten werden gecreëerd, werd La Hestre een gemeente.
La Hestre was een zelfstandige gemeente, tot die bij de gemeentelijke herindeling van 1977 toegevoegd werd aan de gemeente Manage.

## Bezienswaardigheden
- De Sint-Pieterskerk (Église Saint-Pierre) is een neogotisch kerkgebouw van 1880.

## Natuur en landschap
La Hestre ligt in een verstedelijkt gebied, maar ten oosten ervan ligt het uitgestrekte domein van Mariemont. De hoogte aan de kerk bedraagt 174 meter.

## Economie
Er was sprake van steenkoolwinning door de Société des charbonnages de Haine-Saint-Pierre et La Hestre, een maatschappij die in 1911 werd opgeheven waarop de steenkoolwinning geschiedde door de nabijgelegen maatschappij te Morlanwelz-Mariemont.

## Demografische ontwikkeling
- Bronnen:NIS, Opm:1831 tot en met 1970=volkstellingen, 1976= inwoneraantal op 31 december
- 1970: Aanhechting van Bellecourt

## Geboren
- Abdallah Ait-Oud (1967), Belgisch misdadiger van Marokkaanse afkomst
- Axel Hirsoux (1982), Belgisch zanger

## Nabijgelegen kernen
Morlanwelz-Mariemont, Bellecourt, Fayt-lez-Manage, La Louvière